# A Sea Dirge
A Sea Dirge (укр. Морський мор) — музичний твір Бена Джонстона, написаний 1962 року.
A Sea Dirge, разом із Five Fragments, є одним з перших творів американського композитора Бена Джонстона, написаних в чистому строї. Музичні інтервали в ньому відрізняються від рівномірно-темперованого строю, і складаються не з однакових півтонів, отриманих розділенням октави на 12 рівних частин, а настроєні на слух. Основний ряд з 12 звуків побудований за допомогою чистих квінт та чистих терцій. Півтони (відстань між сусідніми звуками) не співпадають один з одним за розміром; відношення їхніх частот дорівнює або 15/16, або 24/25. Вокальна партія виконується таким чином, щоб зберігати чисті інтервали зі звуками інших інструментів, досягаючи максимального консонансу; через це одна й та ж нота може звучати та позначатись по іншому (наприклад, використовується три ноти до, позначені як C, C+ та C++, висота яких відрізняється на кому).
12-тонова серія в чистому строї,
що використовується в A Sea Dirge,
представлена у вигляді «решітки»:
```
     C♯+   
D    F♯+  A♯+
G    B    D♯
C    E    G♯
F    A 

```

Відстань між рядками — чиста квінта.

Між стовпчиками — чиста велика терція.
Як і Five Fragments, A Sea Dirge написана за допомогою серіалізму, техніки композиції, яка передбачає рівномірне використання всіх 12 тонів звукоряду. Композиція заснована на наступній серії — F E D♯ G♯ G F♯ A♯ B A C D C♯+. Дванадцять нот згруповані в чотири трихорди (послідовності з трьох нот), а всі подальші серії є варіацією основної, створені за допомогою лише двох типів перестановок: зміна порядку трихордів або зміна порядку нот в кожному трихорді. Всього протягом твору, який триває сорок сім тактів, серія з 12 нот в різному порядку повторюється дев'ять разів.
Твір написано для голосу мецо-сопрано, флейти, гобоя та віолончелі. Текст запозичений з п'єси Вільяма Шекспіра «Буря», яка подобалася Джонстону; у п'єсі цю пісню виконує дух повітря Аріель. Композицію було присвячено співачці Янтіні Ноорман, яка мешкала в Іллінойсі. Пізніше відношення висот звуків, що використовувалися в A Sea Dirge, були використані Беном Джонстоном для написання композиції Knocking Piece.
Прем'єра A Sea Dirge відбулась 14 грудня 1963 року на у виконанні солістки Гелен Гемм; цей концерт пройшов в «Круглому будинку» в Урбані, де мешкав композитор Сальваторе Мартірано. За іншими даними першою цю композицію виконала Грейс Вілсон, яка, як і Джонстон, працювала в Університеті Іллінойсу. Ноти A Sea Dirge вийшли у видавництві Smith Publications 1974 року.
На думку музикознавиці Хайді фон Гунден, в A Sea Dirge Бен Джонстон зміг виправити деякі з недоліків, притаманних його першій роботі в чистому строї Five Fragments; зокрема, пісня вже не містила довгих сольних вокальних партій, а голос завжди звучав на фоні акомпанементу, через що її було простіше виконувати. Разом з тим, фон Гунден вважала пісню не настільки важливою частиною творчості Джонстона, а її значущість пов'язувала лише з тим, що та призвела до написання куди більш відомого твору для двох перкусіоністів Knocking Piece.